# Rayman Raving Rabbids 2
| Till Wii        | Till Wii      |
| Samlingsbetyg   | Samlingsbetyg |
| Tjänst          | Betyg         |
| --------------- | ------------- |
| Gamerankings    | [ 1 ]         |
| GameStats       | [ 2 ]         |
| Metacritic      | [ 3 ]         |
| Moby Games      | [ 4 ]         |
| Recensionsbetyg |               |
| Publikation     | Betyg         |
| Actiontrip      | E             |
| Fuska.nu        | [ 6 ]         |

| Till DS         | Till DS       |
| Samlingsbetyg   | Samlingsbetyg |
| Tjänst          | Betyg         |
| --------------- | ------------- |
| Gamerankings    | [ 7 ]         |
| Recensionsbetyg |               |
| Publikation     | Betyg         |
| Fuska.nu        | [ 8 ]         |

Rayman Raving Rabbids 2 är ett tv-spel till  Nintendo DS och Wii. Spelet släpptes i november 2007 och är uppföljaren av Rayman Raving Rabbids och bygger på omkring 51 minispel.